# 赤司弓妃
- 赤司弓妃
- あかしゆき
- サトウユキ

赤司 弓妃（あかし ゆき、4月25日 - ）は、日本の女性声優。神奈川県出身。A型。旧名義は冬樹 みずほ、サトウ ユキ。主にアダルトゲームに声をあてている。2015年以降はあかしゆき、サトウユキ名義も出演。

## 来歴・人物
- 清楚系、腹黒系、高飛車系などの幅広い役を演じている。
- 趣味はぶらりバス旅行、温泉巡り、読書、歴史散策。
- 過去に銀行に勤務しており、舞台に出演した経験もある。
- 特技は英語、イタリア語。
- 代表作は『姫騎士アンジェリカ 〜あなたって、本当に最低の屑だわ!〜』のアンジェリカ・ロートシルト役など。
- 2013年2月27日に芸名をサトウユキから赤司弓妃に改名。表向きの理由は『黒子のバスケ』の登場人物赤司征十郎と結婚したためとしているが[1]、実際は契約と金銭面の争いがあり、その中で防御策として改名したとしている[2]。
- 2018年6月1日00:00をもって現在の事務所を退所。フリーランスになった。

## 出演
太字はメインキャラクター。

### アダルトアニメ
時期不明
- えろげー! Hもゲームも開発三昧（姫乃  きさら）
- 巨乳令嬢MC学園（神泉 理央）
- プリーズ・○○○・ミー!（千鳥 悠真）
- 新生 ふたなりアイドルでかたま系!（松崎  リコ）

2003年
- 放課後マニア倶楽部 -濃いの欲しいの- THE ANIMATION（堀川 ななせ）
- 旅館白鷺（岬 晴海）

2006年
- 死妹人形 第一章 蘇生〜Necromancer〜（ネイファ）

2007年
- 英才狂育（麻生 柚月）

2008年
- 姫騎士アンジェリカ THE ANIMATION（アンジェリカ・ロートシルト）

2010年
- 学園催眠隷奴 〜さっきまで、大嫌いだったはずなのに〜（水城 渚）

2011年
- 陰湿オタクにイカれる妹(彼女)（水原 沙希）

2013年
- 姫騎士オリヴィア（オリヴィア・リンデガルド）

2016年
- 私は、快楽依存症（優子）

2017年
- OVA 冥刻學園 受胎編（帝螢 リオ）

2020年
- エタニティ 〜深夜の濡恋ちゃんねる♡〜（尾関玲緒） - 完全版

- OVA悪の女幹部フルムーンナイトR（十五夜 まりあ、ルナルバース）

### アダルトゲーム

#### 2003年
- 木漏れ日の並木道（雪桜 姫乃）[6]
- もれかべ〜木漏れ日の並木道壁紙集〜（雪桜 姫乃）
- Casual Romance Club -L'etude de I'amour-（堀川 ななせ）
- 雨のち晴れのちこみっくアイランド（一乃瀬 真名）
- 真姫裸（レティシア）
- エンジェルギャザー （石田 狐子、十勝雪）
- 戦略娘II（リナ）
- 七巴の剣 くのいち 淫の章（七巴）
- Love Split 〜5番目の季節〜（鮎川 ルナ）
- 淫月の疼き（火輪）
- 淫獄聖女学園（早川 清美）
- 海からくるもの（藤木 まどか、平沢 妙子）
- フラワーズ（川原 すなお）
- はじよめ“幼な妻おしおきアドベンチャー♪”（綾乃）
- 英才狂育（麻生 柚月）
- ぷるるん授業（片瀬 梨花）

#### 2004年
- 戦乙女ヴァルキリー「あなたに全てを捧げます」（ヘル）
- 桜待坂Stories Vol.1（仲居 瀬奈、瀬ノ本 亜希）
- 死妹人形（ネイファ）
- そらいろの雫（霧島 晶）

#### 2005年
- 女優 菜々子「出演条件は…おまえの肢体だ」（星川 由香里）
- カルタグラ 〜ツキ狂イノ病〜（深水 薫、芹）
- 兄妹 〜ふたり〜（篠原 智美）※発売直後に回収、発売中止

#### 2006年
- くのいち・咲夜「忍びし想いは恥辱に濡れて……」（雛菊）
- 恥辱シスター（高山 深雪）
- 萌えろDownhill Night 2（朝霧 友美）
- 雪のち、ふるるっ! 〜ところにより、恋もよう〜（ふるる）
- エーデルヴァイス（枝川 由梨）
- CROSS FIRE（ジュデッカ）
- 巨乳会長 対 触手番長（流星院 静音）※同人ゲーム

#### 2007年
- 姫騎士アンジェリカ 〜あなたって、本当に最低の屑だわ!〜（アンジェリカ・ロートシルト）
- 萌えろDownhill Night BLAZE（朝霧 友美）
- しおふきマーメイド「だめ、コーチ!何か出ちゃうぅ!!」（久里浜 みさき）
- 風輪奸山「この身幾たび汚されようとも……」（羽黒 茜音）[6]
- 汁だく接待  〜おかわり一杯目〜（七海 志保子）
- せーえき瞬間っ!移動?!〜遠隔操作魔法で、いつでもどこでも膣内射精!〜（木ノ下 胡桃、芹沢 埜乃）
- 凌辱学園長/奴隷倶楽部 〜読心調教録〜（桐谷 優那）
- 人妻搾乳百貨店（小湊 那奈美）

#### 2008年
- 隷嬢学園2 〜嗜虐の花園〜（君島 青葉[7]）
- とらい☆すたーず（ヴィクトリア・ザ・キングクリムゾン）
- 戦乙女ヴァルキリー2「主よ、淫らな私をお許しください…」（ヒルデガード、ヘル）
- Aion Garden（ユカリ・E・レイチェルウッド）
- びんかんアスリート「そ、そこダメっ!……おしお噴いちゃう!」（小栗 真菜）
- 学園催眠隷奴 〜さっきまで、大嫌いだったはずなのに〜（水城 渚）
- 真・恋姫†無双 〜乙女繚乱☆三国志演義〜（孫 策）

#### 2009年
- 戦乙女ヴァルキリーG 〜戦乙女達の黄昏〜（ヒルデガード）
- エルフの双子姫 ウィランとアルスラ（サキーラ・メルボルク）
- もみちゅぱティーチャー！〜巨乳姉妹と三角関係〜（水越 ゆりえ）
- おしゃぶりアナウンサー「そんなに飲まされたら……Hしたくなっちゃう☆」（前田 梓）
- 美脚エージェント・麗華「くやしい！こんな卑怯なヤツに負けるなんて…」（王 麗華）
- 黄昏に煌く銀の繰眼（一之瀬 さら）
- ももいろガーディアン（城宮 雫）
- 陰湿オタクにイかれる妹(彼女)〜大事なあの子が寝取られて〜（水原 沙希）※同人ゲーム

#### 2010年
- ルーンロオド（辻本 かこみ、アロア）
- 悪の女幹部「この私にオシオキだと!?ふざけるなっ!」（ルナルバース13世、十五夜 まりあ）
- 信じて送り出したフタナリ彼女が農家の叔父さんの変態調教にドハマリしてアヘ顔ピースビデオレターを送ってくるなんて…（山口 明日奈）※同人ゲーム
- 風紀委員長聖薇 〜あなたなんて大嫌い、死ねばいいのに〜（早乙女 聖薇、早乙女 樹里亜）
- えろげー！〜Hもゲームも開発三昧〜（姫乃 きさら）
- すくぅ〜るメイト2（琥珀）
- 真・恋姫†無双 〜萌将伝〜（孫 策）
- ドSなお姉さんは好きですか?（勝田 香苗）
- はれがく!（美桜 愛華）

#### 2011年
- 学園退魔! ホーリー×モーリー（御子柴 伊織）[8]
- へんし〜ん!!! 〜パンツになってクンクンペロペロ〜（米良川 ゆず、柚木 奏）
- まかぱらっ!〜あの世でめちゃモテ〜（尾咲 瑞穂 / 妖狐）
- 神採りアルケミーマイスター（エリザスレイン）
- ジンコウガクエン（律）
- 姫騎士オリヴィア 〜へ、変態、この変態男!少しは恥を知りなさい!〜（オリヴィア・リンデガルド）
- Princess Evangile 〜プリンセス エヴァンジール〜（瓏仙院 理瀬）
- プリーズ・レ◯プ・ミー!（千鳥 悠真）
- 淫獣艦獄（アオイ＝キャメロン）[9]
- 放課後キッチン（新宮寺 林檎）
- Strawberry Nauts（千奈 朝霧）
- 復讐催眠 〜月の姫君は服従の夢をみるか？〜（アイリーン・アイゼンハワー）

#### 2012年
- 双淫セレブ妻（天王寺 茉莉華）
- fortissimo EXS//Akkord:nächsten Phase（里村 紅葉）
- 悪の女幹部 フルムーンナイト（ルナルバース13世、十五夜 まりあ）
- 乙女が紡ぐ恋のキャンバス（鳳 怜奈）- 2作品
- マリッジブルー「婚約者がいるのに、どうしてこんな男に……」（成瀬 朱莉[10]、浅尾 雅美[11]）
- 妹が僕を狙ってる（悠木 絵里菜）
- Princess Evangile 〜W Happiness〜（瓏仙院 理瀬）[12]

#### 2013年
- MA☆KO HUNTER（ミスハ・グリムール）
- ぜったいマジラブ!あまイチャはぷにんぐ!〜姉妹×姉妹でドキエロ性活!きゅんメロパワーを収集せよ!〜（霧野 沙希）
- サムライホルモン（綾鷹 シズネ）
- せんすいぶ!（絵合 皐）
- 淫虐の学園〜猥堕に蔓延る復讐の罠〜（東伏見 すみれ）

#### 2014年
- 君がため、恋し乱れし月の華（桂華）[13]
- 漂流艦獄クロノス（エミナ・トリスタン）[14]
- 神待ち少女はもう帰れない 〜言うとおりにしますから、神様もうお家へ帰して……〜（吉田 直子）
- 黒の教室（野宮 菜々子）

#### 2015年
- アヤカシ散華（分野 お福、お仙、お菊）
- 果つることなき未来ヨリ X-RATED（セツナ）
- 不条理世界の探偵令嬢 〜秘密のティータイムは花園で〜（風間 ユリア）
- せぶんぴ〜す！〜淫ちてゆく少女たち〜（苗穂 麻衣）
- すとれい★すくーる（赤羽 明夢美）
- ロリポップファクトリー（佐久間 雪子）[15]
- サポありカノジョ（暮崎 遥香）
- フェアリーテイル・レクイエム（ゲルダ）
- 真・恋姫†英雄譚2 〜乙女艶乱☆三国志演義［魏］〜（孫 策）
- 真・恋姫†英雄譚3 〜乙女艶乱☆三国志演義［呉］〜（孫 策）
- 機関幕末異聞 ラストキャバリエ（河上 彦斎[16]）
- レッドコラプション（オリビア、クリスティ、クーファ）

#### 2016年
- 仄暗き時の果てより（真渋 恵里）
- Dearest Blue（鳳 理央）
- 魔性眼鏡（赤沢 かれん）
- フローラル・フローラブ（美鳩 深春、モーセ）
- 死に逝く君、館に芽吹く憎悪（美亜）
- よめがみ My Sweet Goddess! （歩）
- 冥刻學園 受胎編「お願いします……先生の精液で、私達を助けて欲しいんです！」（帝螢 リオ）
- 恋姫†夢想〜英雄烈伝〜（孫 策）
- 真・恋姫†夢想〜天下統一伝〜（孫 策）
- そして初恋が妹になる

#### 2017年
- セルフレ（島村 亜衣）
- しゅがてん! -sugarfull tempering-（おそのさん）
- リターニアの精霊使い-迷宮を征く者-（黒の精霊 エリス）
- ようこそ！スケベエルフの森へ（ノル）
- 隣人に壊されていく俺の妻（高宮 桃華）
- サクラノモリ†ドリーマーズ2（真渋 恵里）
- 真・恋姫†夢想-革命- 蒼天の覇王（孫 策）
- VenusBlood -BRAVE-（クラウディア＝グリスティン）
- Making*Lovers（店長、他）
- 饗宴の赤〜読心調教録〜（桐谷 優那）
- 王女＆女騎士Ｗド下品露出～恥辱の見世物奴隷～（アンナ）※同人ゲーム
- プレイホーム（森川 律子[17]）

#### 2018年
- 将軍様はお年頃（お辰）
- 彼女が野球部の性処理マネージャーに…〜体育会系セックスで寝取られて〜（姫川 美咲）
- RIDDLE JOKER
- みにくいモジカの子（九鬼 綺羅々）
- ぱいずり♥フィアンセ「坊ちゃま、今日はどのおっぱいを召し上がりますか？」（マリアネリ）
- VenusBlood:Lagoon（アスタ）
- 冥刻學園 胎動編「お願いします…先生の精液で、私達を孕ませて欲しいんです…♡」（帝螢 リオ）
- 真・恋姫†夢想-革命- 孫呉の血脈（孫  策）
- 令嬢聖水学園「なんで貴方の前でお小水を出さないといけないのよ！」（湯川 夏希）
- 封緘のグラセスタ（アルテライラ・クローチェ）
- ムチムチデカパイマラ喰い魔王様とおんぼろ四畳半同棲生活（フリジア・オルンシュタイン）

#### 2019年
- GAP魔法少女!?ミルキー・ウェイ 〜異形淫蝕の果てに〜（一路 美優妃 / ミルキー・ウェイ）
- 将軍様はお年頃 ふぁんでぃすく -御三家だヨ！全員集合-（お辰）
- 真・恋姫†夢想-革命- 劉旗の大望（孫 策[18]）
- イブニクル2（ペトリ・アジモフ[19]）
- 戦乙女ヴァルキリー3「貴方のような男には絶対に屈しません……！」（女王・ヘル[20]）
- 爆乳淫魔姉妹〜となりのお姉さんはサキュバスだった！〜（一ノ関 麗香[21]）
- セックスオープンワールドへようこそ！（アーレンシア・ヨナ・エルボーグ[22]）
- AI＊少女（自分勝手でわがまま）
- 種付けおじさん異世界へ〜孕ませ士種蒔権蔵、エルフの里へ流れ着く編〜（エミリア）
- 死神娼館 〜 宿屋の主人に転生して女冒険者にいろいろするRPG（女商人ハーヴェスタ）

#### 2020年
- きらら★キララNTR 魔法少女は変わっていく…（エマ）
- 創神のアルスマグナ（アリア・マグヌス[23]）
- 流星ペンデュラムハート（リリーム・リル）
- 魔降ル夜ノ凜 Animation（狼谷 凜）
- きらきらスターズ ーidol project Nagisaー（中条 沙夜）
- ボクのカノジョはえっちな先生（武早 香織[24]）
- 闇染Liberator －闇堕ち勇者と堕ちる戦姫－（キャロライン・ミカサ/アームズメイデン・キャロル[25]）

#### 2021年
- イクイク♡サキュバス再教育 ～落第淫魔の交姦留学日誌～（イコ・バイコーン）
- もっと!孕ませ!炎のおっぱい異世界超エロサキュバス学園!（ロザリナ） [26]
- カスタムオーダーメイド3D2キャラクターパック 気さくでちょっとエッチなお姉さん（気さくでちょっとエッチなお姉さん）
- The BLUE 頂（鳳 理央）
- 巨乳軍人支配催眠「私の任務は貴方にご奉仕する事です。色んな穴をご自由にお使い下さい」（リディア・バイスヴェンガー）[27]

#### 2022年
- 7th Divine 〜白銀の聖女と漆黒の魔王〜（マキナ）
- 真・恋姫†英雄譚4 〜乙女耀乱☆三国志演義［呉］〜（孫策[28]）
- 神聖昂燐ダクリュオン・ルナ ～堕聖母誕生～（天津 玲奈）
- もっと!孕ませ!炎のおっぱい異世界おっぱいメイド学園!（マキナ・ル・ブランシェット）
- ギャルアンドチェーンソー ～Girl&Chainsaw～（天野 姫）※同人ゲーム[29]

#### 2023年
- 真・恋姫†英雄譚5 ～乙女耀乱☆三国志演義［魏］～（孫策）
- 配信者の頂点に俺はタツ! すべてを奪え!目指せ100万射精!! （笹木 春華）
- カルタグラ 〜ツキ狂イノ病〜《REBIRTH FHD SIZE EDITION》（深水 薫、芹）
- 進軍ゴブリン軍団2 ～淫獣軍VS. INTRUDER～（メアリ）
- 真・恋姫†英雄譚外伝 -白月の灯火-（孫策）
- SACRIFICE VILLAINS（バッドローション）

#### 2024年
- さいみん恥療 ～えっちな欲望と洗脳のカルテ～（九条・エリカ・グレース）
- 催眠性指導 -Secret Lesson-（氷室 綾[30]）
- 奈落ノ胤 ～堕淫調教SLG～（一夜）
- サマバケ!すくらんぶる（健気[31]）
- 姦染RE:UNION（中嶋エリカ[32]）
- 百千の定にかわたれし剋（ヴェラ[33]）

#### 2025年
- ブルータル・ボール ～謝肉闘技場～（ドゥ）
- ボクとエーヴァのヒミツの森（アーシャ）

#### 発売中止
- カスタムオーダーメイド3D2+ GP-03（一夜）

### オンラインゲーム
- 要塞少女（エヴァンジェリン、アレクシス）
- おさわり勇者さま（2022年、アイカ）
- 対魔忍アサギ 決戦アリーナ（2015年～,レーベ・サフリー、天宮 紫水、宵町 朱莉）
- 対魔忍RPG（2018年～、レーベ・サフリー、天宮 紫水[34]、）

### 一般向ゲーム
2004年
- 木漏れ日の並木道 〜移り変わる季節の中で〜（雪桜 姫乃）

2005年
- カルタグラ 〜魂ノ苦悩〜（深水 薫、芹）

2010年
- トウィンクル クイーン（孫 策）

2012年
- Princess Evangile PORTABLE（瓏仙院 理瀬）

2013年
- fortissimo FA//Akkord:nächsten Phase（里村 紅葉）

2015年
- 果つることなき未来ヨリ（セツナ）

### ドラマCD
- 桜待坂Stories サウンドステージ1 〜Side-F 真夏の夜の花火〜（2004年、仲居 瀬奈[35]）
- フラワーズ☆オリジナル・サウンドトラック（川原 すなお）
- 戦乙女ヴァルキリー2 コンプリートトラック【特典ドラマ 世にも奇妙なヴァルキリー】（2008年、ヒルデガード[36]）
- いぐぅ！〜さっきまで、死ねばいい最低の屑だったのに〜（2010年）※同人作品
- いぐぅ2！〜マジ最低!こんなの聞いてアヘ顔ダブルピースなんて、本当にどうしようもない最低の屑ね！〜（2011年）※同人作品

### Webラジオ
- ふーるるレイディオ（公式サイト）
- サトウユキの!ティムティムぱらだいす
- レイアとヒルデガードのヴァルキリーラジオ「主よ…淫らな放送をお許し下さい」（ルネ公式ホームページ）- パーソナリティー

### ラジオCD
- ラジオ真・恋姫†無双〜乙女繚乱☆ラジオ演義〜 vol.02（第22回ゲスト、2009年6月29日）
- ラジオCD『ほめられてのびるらじおZ』Vol.31（第580回ゲスト、2018年12月28日）

## ディスコグラフィ

### キャラクターソング
| 発売日        | 商品名                                                                                  | 歌                                             | 楽曲                 | 備考                                                                 |
| ------------- | --------------------------------------------------------------------------------------- | ---------------------------------------------- | -------------------- | -------------------------------------------------------------------- |
| 2003年        |                                                                                         | 冬樹みずほ                                     | 「懺悔〜偽り〜」     | PCゲーム『淫獄聖女学園』オープニングテーマ                           |
| 2009年1月30日 | 戦乙女ヴァルキリーG 〜戦乙女達の黄昏〜 録り下ろしドラマCD アリーヤ自慰 ヒルデガード自慰 | レイア（島香麗子）、ヒルデガード（サトウユキ） | 「MANNIN-G」         | PCゲーム『戦乙女ヴァルキリーG 〜戦乙女達の黄昏〜』オープニングテーマ |
| 2009年9月25日 | 真・恋姫†無双 キャラクターソングアルバム                                                | 孫策（サトウユキ）、周瑜（かわしまりの）       | 「夢で逢いましょう」 | PCゲーム『真・恋姫†無双 〜乙女繚乱☆三国志演義〜』関連曲              |